# Leonardo Ramos (football, 1989)
Pour les articles homonymes, voir Ramos.
Leonardo Javier Ramos est un footballeur argentin né le 21 août 1989 à Merlo. Il évolue au poste d'attaquant.

## Biographie
Leonardo Ramos joue en Argentine, au Chili, en Grèce et au Japon.
Il dispute avec le club de San Marcos de Arica, 25 matchs en première division chilienne, inscrivant sept buts. 
Il joue avec l'équipe grecque de Platanias, 21 matchs en première division, marquant quatre buts.